# Natasha Henstridge
Pour les articles homonymes, voir Henstridge.
 (mai 2017).
Si vous disposez d'ouvrages ou d'articles de référence ou si vous connaissez des sites web de qualité traitant du thème abordé ici, merci de compléter l'article en donnant les références utiles à sa vérifiabilité et en les liant à la section « Notes et références ».
Natasha Henstridge, née le 15 août 1974 à Springdale (Canada), est une actrice et mannequin canadienne. Elle est spécialiste des arts martiaux et ceinture noire de taekwondo[réf. nécessaire].

## Biographie

### Jeunesse et débuts professionnels
Élevée par ses parents dans un camping de l'Alberta au Canada, où son père s'occupait de bicyclettes, Natasha Henstridge commence en tant que mannequin à 14 ans ; elle vient tenter sa chance à Paris. Un an plus tard, elle fait la couverture de l'édition française de Cosmopolitan, puis suivent d'autres couvertures et publicités pour la télévision française, puis au Québec. Après s'être fait un nom dans le monde du mannequinat, elle décide de se tourner vers le cinéma. Son physique lui permet de décrocher, pour son premier film, le rôle principal de La Mutante, rôle qui la fait connaître. Elle parle parfaitement le français.

### Vie privée
Elle est mariée deux fois à l'acteur Damian Chapa (26 août 1995-1996), mais le couple divorce quelques mois après le second mariage. Elle a deux fils de l'acteur Liam Waite, Tristan River Waite (né en octobre 1998) et Asher Sky Waite (né en septembre 2001).
Le 1er novembre 2017, le Los Angeles Times annonce que six femmes, dont Olivia Munn et Natasha Henstridge accusent Brett Ratner de harcèlement, d'agression sexuelle et de viol. Ratner rejette ces accusations,.

## Filmographie

### Cinéma
- 1995 : La Mutante (Species) de Roger Donaldson : Sil
- 1996 :
  - Risque maximum (Maximum Risk) de Ringo Lam : Alex Minetti
  - Adrénaline (Adrenalin: Fear the Rush) d'Albert Pyun : Delon
- 1998 :
  - Standoff d'Andrew Chapman : Mary[F 1]
  - La Mutante 2 (Species II) de Peter Medak : Eve
  - Bela Donna (pt) de Fábio Barreto : Donna Hookley
  - Dog Park de Bruce McCulloch : Lorna
- 2000 :
  - Fou d'elle (It Had to Be You) de Steven Feder : Anna Penn
  - Mon voisin le tueur (The Whole Nine Yards) de Jonathan Lynn : Cynthia Tudeski
  - A Girl, Three Guys, and a Gun (en) de Brent Florence : 5 O'Clock Girl[F 2]
  - A Better Way to Die de Scott Wiper : Kelly[F 3]
  - Un amour infini (Bounce) de Don Roos : Mimi Prager
  - Trahison sur mesure (de) (Second Skin) de Darrell Roodt : Crystal Ball
- 2001 :
  - Ghosts of Mars de John Carpenter : Lt. Melanie Ballard
  - L'Aventurier du grand nord (Kevin of the North) de Bob Spiers : Bonnie Livengood
- 2002 : Riders de Gérard Pirès : Karen
- 2004 :
  - Mon voisin le tueur 2 (The Whole Ten Yards) de Howard Deutch : Cynthia Oseransky
  - La Mutante 3 (Species III) [vidéo] de Brad Turner : Eve
- 2008 : Manipulation (Deception) de Marcel Langenegger (en) : une analyste de Wall Street
- 2009 : Anytown (en) (American Bully) de Dave Rodriguez : Carol Mills[F 4]
- 2010 : Let the Game Begin (en) d'Amit Gupta : Angela[F 5]
- 2012 : Should've Been Romeo de Marc Bennett : Nadia[F 6]
- 2014 :
  - La théorie du chaos (Anatomy of Deception) de Brian Skiba : Lt. Alison Briggs[F 7]
  - Dans la peau du père Noël (The Christmas Switch) de Paul Lynch :  Susan Wells[F 8]
- 2015 : Badge of Honor de Agustin (es) : Rebecca Myles[F 9]
- 2016 :
  - Prise au piège avec mon fils (Home Invasion) [vidéo] de David Tennant : Chloé[F 10]
  - The Bronx Bull (en) (Raging Bull II) de Martin Guigui : Sally Carlton[F 11]
- 2017 : The Black Room (en) de Rolfe Kanefsky (en) : Jennifer

### Télévision
- 1999 : Caracara : Rachel Sutherland
- 2000 :
  - Jason et les Argonautes (Jason and the Argonauts) : Hypsipyle
  - Coup de foudre au Plaza
- 2002 :
  - Power and Beauty : Judy Exner
  - Mostly True Stories (série TV) : Host
- 2005 : Fatale séduction (Widow on the Hill) : Linda Dupree Cavanaugh
- 2008 : Would Be Kings
- 2009 :
  - Anytown : Carol Mills
  - Impact : Opération chaos (Impact) : Dr Maddie Rhodes
- 2010 :
  - Let the Game Begin : Angela
  - Mon amie Lucky (You Lucky Dog) : Lisa Rayborn
  - La Larme du diable (The Devil's Teardrop) : Margaret Lukas
- 2012 :
  - Une coupable idéale (The Perfect Student) : Nicole Johnson
  - Le Concours de Noël (Christmas Song) : Diana Deason
- 2013 :
  - Le Manoir de Cold Spring (Cold Spring) : Sara
  - Ma sœur, mon pire cauchemar (A Sister's Nightmare) : Cassidy Ryder
  - Une famille en péril / L'Aventure sauvage (Against The Wild) : Susan Wade
- 2014 :
  - La Théorie du chaos (Anatomy of Deception) : Détective Alison Briggs
  - À l'épreuve du lycée (Nowhere Safe) : Julie Johnson
- 2016 :
  - Rivales sur glace (Ice Girls) : Rose Lear
  - Un été à New York  (Summer in the City) : Kendall
  - Un couple en péril (Inconceivable) de Tom Shell : Valerie Stennil[F 12]

### Séries
- 1997 : Au-delà du réel : L'aventure continue (The Outer Limits) : Emma (saison 3, épisode 1)
- 1998 : South Park : Mlle Ellen (voix)
- 2002 - 2004 : Spy Girls (She Spies) : Cassie McBain
- 2005 - 2006 : Commander in Chief : Jayne Murray
- 2007 : Shark : Nicolette Ross (saison 1, épisode 20)
- 2008 - 2009 : Eli Stone : Taylor Wethersby
- 2009 - 2010 : Time Jumper : Charity Vyle (voix)
- 2010 : Drop Dead Diva : Claire Harrison (saison 2, épisodes 12 et 13)
- 2011 : Les Experts : Miami (CSI Miami) : Agent Renee Locklear (saison 9, épisode 22 et saison 10, épisode 1)
- 2011 - 2012 : The Secret Circle : Dawn Chamberlain
- 2014 :
  - Republic of Doyle : Inspecteur Valérie O'Brien (saison 5, épisodes 15 et 16 - saison 6, épisode 5)
  - Hawaï 5-0 (Hawaii Five-O) : Caroline Porter (saison 5, épisode 2)
  - Selfie : Yazmin Saperstein (saison 1, épisodes 1, 5 et 6)
- 2015 : Beauty and the Beast : Carol Hall (saison 3, épisodes 3 et 5)
- 2018 : Charmed : Diana (saison 4, épisodes 10 à 13)[F 13]

## Actualités
Dans les jeux vidéo Command and Conquer 3 : Les Guerres du Tiberium, et Command and Conquer 4 : Le Crépuscule du Tiberium, Natasha Henstridge endosse le rôle d'une sbire de Kane, le chef de la confrérie du NOD.
Elle est en pourparlers pour faire partie du cast de la troisième saison de la série Lost : Les Disparus mais n'est finalement pas retenue.
Natasha devait interpréter Jill Valentine dans Resident Evil: Apocalypse, mais Sienna Guillory est choisie à la dernière minute.

## Voix françaises
En France, Rafaèle Moutier est la voix française régulière de l'actrice. Marjorie Frantz et Juliette Degenne l'ont doublée respectivement à sept et six reprises. 
| - Rafaèle Moutier dans : - [2002-2003] Eli Stone - [2002-2004] Spy Girls - [2005] Fatale séduction (téléfilm)[réf. nécessaire] - [2005-2006] Commander in Chief - [2009] Impact : Opération chaos (téléfilm) - [2009-2014] Drop Dead Diva (série télévisée) - [2010] Mon amie Lucky - [2010] La Larme du diable - [2010-2020] Hawaii 5-0 (série télévisée) - [2011] Une coupable idéale - [2012] Le Concours de Noël - [2012-2016] Beauty and the Beast (série télévisée) - [2013] Le Manoir de Cold Spring - [2013] Une famille en péril - [2014] La Théorie du chaos - [2014] Dans la peau du Père Noël - [2016] Rivales sur glace - [2016] Un été à New York - [2018] Charmed (série télévisée) | - Marjorie Frantz dans : - [1995] La Mutante - [1996] Risque maximum - [1998] La Mutante 2 - [2002] Riders - [2011-2012] The Secret Circle - [2013] Ma sœur, mon pire cauchemar - [2014] À l'épreuve du lycée - Juliette Degenne dans : - [1995-2002] Au-delà du réel : L'aventure continue - [2000] Mon voisin le tueur - [2004] Mon voisin le tueur 2 - [2008] Manipulation - [2017] The Black Room - Christine Murillo : [2000] Un amour infini - Françoise Cadol : [2001] Ghosts of Mars - Mélody Dubos : [2001] L'Aventurier du grand nord - Louise Torrès Lemoine : [2002-2012] Les Experts : Miami (série télévisée) |